# Charli D'Amelio
Charli Grace D'Amelio, 1 mei 2004) is een Amerikaanse socialmediapersoonlijkheid en danseres.
Ze was meer dan tien jaar een competitieve danseres voordat ze haar carrière op sociale media begon. Ze begon eind 2019 actief inhoud te posten op de app voor het delen van video's, TikTok, waar ze dansvideo's op populaire nummers op het platform zou plaatsen.
Ze verzamelde al snel een grote aanhang en werd vervolgens met meer dan honderd miljoen volgers de meest gevolgde maker in de app, waarmee ze Loren Gray overtrof.

## Biografie
Charli D'Amelio is de dochter van een fotografe en een zakenman annex politicus. Ze is geboren en getogen in Norwalk (Connecticut).
Haar bekendheid op TikTok begon in de zomer van 2019 toen ze dansvideo's op het platform plaatste. Ze verwierf daardoor miljoenen volgers op TikTok, Instagram, YouTube en Twitter.
In januari 2020 schreef ze zich in bij talentenbureau UTA. Ze werd uitgenodigd voor de Super Bowl LIV en ontmoette Jennifer Lopez, met wie ze de TikTok-uitdaging "J Lo Super Bowl Challenge" maakte. Begin 2020 voerde ze een dans op bij de NBA All-Star Game, samen met enkele andere leden van het TikTok-webcollectief Hype House (waarvan ze korte tijd deel uitmaakte), te weten Addison Rae, haar zus Dixie en de maakster van het dansje Renegade, Jalaiah Harmon.
Op 27 maart 2020 werkte D'Amelio op YouTube samen met acteur Noah Schnapp.
In tien maanden tijd werd Charli D'Amelio het meest gevolgde account op TikTok. Ze overtrof haar voorganger Loren Gray op 25 maart 2020.
Op 23 november bereikte ze de grens van 100 miljoen volgers op TikTok. waarmee ze de eerste persoon ooit werd die dit aantal op het platform bereikte.

## Vrijwilligerswerk
Charli D'Amelio is het slachtoffer geweest van intimidatie en van spot over haar lichaam. Zij en haar zus Dixie werken samen met UNICEF met als doel cyberpesten af te keuren en de gevaren van beroemdheden op het platform aan het licht te brengen.